# Kassel
Kassel [kásel] (do leta 1926 uradno Cassel) je tretje največje mesto nemške dežele Hessen s skoraj 200.000 prebivalci, ki leži ob reki Fuldi na severu zvezne dežele Hessen v zahodno-osrednji Nemčiji.
Je sedež istoimenskega upravnega okraja (Regierungsbezirka) in okrožja. Leta 2005 je mesto imelo 194.464 prebivalcev na 106,77 km². V mestu je univerza in umetniška visoka šola (Kunsthochschule), znano pa je predvsem po razstavišču oz. periodični prireditvi – razstavi sodobne umetnosti Documenta (od 1955).